# Villa Borghese Pinciana
La villa Borghese Pinciana, ora sede della Galleria Borghese, si trova in piazzale Scipione Borghese 5, all'interno della villa Borghese a Roma, in Italia.

## Storia
Il nucleo della tenuta era già di proprietà dei Borghese nel 1580, sul sito nel quale è stata identificata anche la posizione dei giardini della villa di Lucullo (o horti luculliani).
Il possedimento fu ampliato con una serie di acquisti e acquisizioni dal cardinale Scipione Borghese, nipote di papa Paolo V e futuro patrono di Gianlorenzo Bernini, con l'intento di crearvi una "villa di delizie" e il più vasto giardino costruito a Roma dall'antichità. Nel 1606 la realizzazione degli edifici fu affidata dal cardinale agli architetti Flaminio Ponzio e, dopo la morte del predecessore, a Giovanni Vasanzio (Jan van Santen); gli architetti furono affiancati dal giardiniere Domenico Savini da Montelpulciano e dall'intervento anche altri artisti, quali Pietro e Gianlorenzo Bernini. La villa era completata nel 1633.
Nel 1766 lavori di trasformazione furono intrapresi dal principe Marcantonio IV Borghese, nel "Casino nobile" (ora sede della Galleria Borghese) e nel "Casino dei giuochi d'acqua" (attuale "Aranciera" e sede del Museo Carlo Bilotti), e soprattutto nel parco, con la sistemazione del "Giardino del lago", ad opera degli architetti Mario e Antonio Asprucci. Tutto il giardino venne ornato di fontane e piccole fabbriche che permettevano di godere di scorci prospettici suggestivi.
Agli inizi del XIX secolo la villa venne ulteriormente ampliata da Camillo Borghese con l'acquisto di terreni verso Porta del Popolo e Porta Pinciana, che furono integrati alla villa con l'intervento dell'architetto Luigi Canina. Nel corso del secolo gran parte della precedente giardino formale fu trasformato in giardino di paesaggio di gusto inglese.
Durante tutto il secolo i giardini furono aperti per il passeggio festivo e vi erano ospitate feste popolari con canti e balli.
Il complesso fu acquistato dallo Stato italiano nel 1901 e ceduto al comune di Roma nel 1903 per essere aperto al pubblico.